# Marquez Williams
Marquez Williams (Athens, 16 luglio 1994) è un giocatore di football americano statunitense che milita nel ruolo di fullback per gli Houston Roughnecks della X Football League  (XFL).

## Carriera

### Jacksonville Jaguars
Williams al college giocò a football con i Miami Hurricanes. Fu scelto nel corso del settimo giro (240º assoluto) nel Draft NFL 2017 dai Jacksonville Jaguars. Fu svincolato il 9 ottobre 2017 senza mai scendere in campo.

### Cleveland Browns
Il 23 dicembre 2017 Williams firmò con la squadra di allenamento dei Cleveland Browns. Fu promosso nel roster attivo sei giorni dopo e debuttò come professionista nell'ultimo turno della stagione contro i Pittsburgh Steelers.